# Crashbox
Crashbox (Caixa de Jogos no Brasil) é um programa de televisão infantil canadense-americano que vai transmitido em HBO Family nos Estados Unidos e na Ásia e foi veiculado de 1999 a 2000. Seu objetivo é educar crianças do ensino fundamental em história, matemática, vocabulário, e outras vários assuntos.
O programa acontece no interior de um computador de jogos onde cartuchos verdes de jogos (que são esculpidos em argila) são criados e carregados por robôs enferrujados. Cada episódio de meia hora consiste em pelo menos sete jogos educativos de 2 a 5 minutos.
Crashbox foi um dos principais programas para o relançamento do canal HBO Family em janeiro de 1999. A programa nunca foi lançada em DVD ou VHS, mas permanece em HBO Family nos Estados Unidos até hoje.

## Equipe de criação
Crashbox foi criado por Planet Grande Pictures (Eamon Harrington e John Watkin) e é animado por Cuppa Coffee Studios, liderado por Adam Shaheen. Planet Grande Pictures contratou o premiado Cuppa Coffee Studios de 7 meses para completar 13 horas de programação.

## Episódios
| Temporada | Temporada | Episódios | Exibição Original       | Exibição Original      |
| Temporada | Temporada | Episódios | Estreia de temporada    | Final de temporada     |
| --------- | --------- | --------- | ----------------------- | ---------------------- |
|           | 1         | 39        | 1 de fevereiro de 1999  | 12 de setembro de 1999 |
|           | 2         | 13        | 19 de fevereiro de 2000 | 1 de abril de 2000     |